# Seres Ferenc
Seres Ferenc (Tiszakécske, 1945. november 3. –) olimpiai-, világ- és Európa-bajnoki bronzérmes magyar birkózó. Nyolcszoros magyar bajnok.

## Pályafutása
Az 1973-as teheráni birkózó világbajnokságon 48 kg-os kötöttfogású birkózásban bronzérmet szerzett, 1976-ban Európa-bajnok lett ugyanebben a kategóriában. Az 1980-as moszkvai olimpián bronzérmet szerzett.